# Флагман
Фла́гман (нід. vlagman, від vlag — «прапор» + man — «людина») — військове звання, командувач флотом, або командир об'єднання кораблів, якому надано посадовий прапор. При сумісному плаванні можуть бути флагмани старші — командири великих об'єднань, з'єднань, і молодші — командири підпорядкованих з'єднань.
У СРСР в 1935—40 персональне військове звання осіб вищого начальницького складу ВМФ, флагман флоту 1-го і 2-го рангу, флагман 1-го і 2-го рангу. У 1940 замінені адміральськими званнями.
Флагман — скорочена назва флагманського корабля.
В англомовних країнах термін звучить як флаг-офіцер (англ. Flag officer), але водночас, іноді має різні значення.
- в переважній більшості країн — це офіцер, що має свій посадовий прапор на кораблі (командир ескадри, флотилії, угруповання флоту тощо), й, як правило, носить адміральське звання або звання комодора.
- у США, Індії та Бангладеші звання флаг-офіцер мають не тільки офіцери флоту, а й сухопутних військ або військової авіації.
- в арабських країнах звання ліва (араб. لواء, дос. «флаг-офіцер») — це спеціалізований ранг, еквівалентний генерал-майору.